# Bệnh viện Kim Ngân Đàm
Bệnh viện Kim Ngân Đàm Vũ Hán (tiếng Trung: 武汉市金银潭医院) là một bệnh viện công tại thành phố Vũ Hán, tỉnh Hồ Bắc, Trung Quốc, và là đơn vị trực thuộc Ủy ban Y tế Đô thị Vũ Hán. Bệnh viện Kim Ngân Đàm được chỉ định là bệnh viện điều trị cấp cứu cho khu vực Hồ Bắc và Vũ Hán. Với tên gọi cũ là Trung tâm Điều trị Y tế Vũ Hán, bệnh viện được thành lập với sự sáp nhập của ba bệnh viện khác là Bệnh viện Bệnh truyền nhiễm Vũ Hán, Bệnh viện Lao Vũ Hán và Bệnh viện Lao Vũ Hán 2.

## Lịch sử
Bệnh viện Kim Ngân Đàm là kết quả từ sự sáp nhập ba bệnh viện: Bệnh viện Bệnh truyền nhiễm Vũ Hán, Bệnh viện Lao Vũ Hán và Bệnh viện Lao Vũ Hán 2. Lịch sử Bệnh viện Bệnh truyền nhiễm Vũ Hán bắt đầu khi Bệnh viện Bệnh truyền nhiễm Đặc biệt Vũ Hán được thành lập năm 1929. Năm 1998, Bệnh viện Gan Vũ Hán được sáp nhập vào đây. Bệnh viện Lao Vũ Hán được thành lập năm 1954, năm 1994 được sáp nhập với Bệnh viện Phổi Vũ Hán, năm 2005 đón thêm Bệnh viện Lao Đường sắt Vũ Hán. Năm 2008, Bệnh viện Bệnh truyền nhiễm Vũ Hán, Bệnh viện Lao Vũ Hán và Bệnh viện Lao Vũ Hán 2 được sáp nhập vào nhau và đặt tên là Trung tâm Điều trị Y tế Vũ Hán. Tháng 12 năm 2016, bệnh viện được đổi tên thành Bệnh viện Kim Ngân Đàm Vũ Hán.

### Dịch COVID-19
Trong thời gian diễn ra dịch COVID-19, Bệnh viện Kim Ngân Đàm được chỉ định điều trị bệnh nhân nhiễm bệnh; bệnh nhân COVID-19 đầu tiên được đưa vào điều trị tại đây vào ngày 1 tháng 12 năm 2019.